# Krystyna Kotowicz

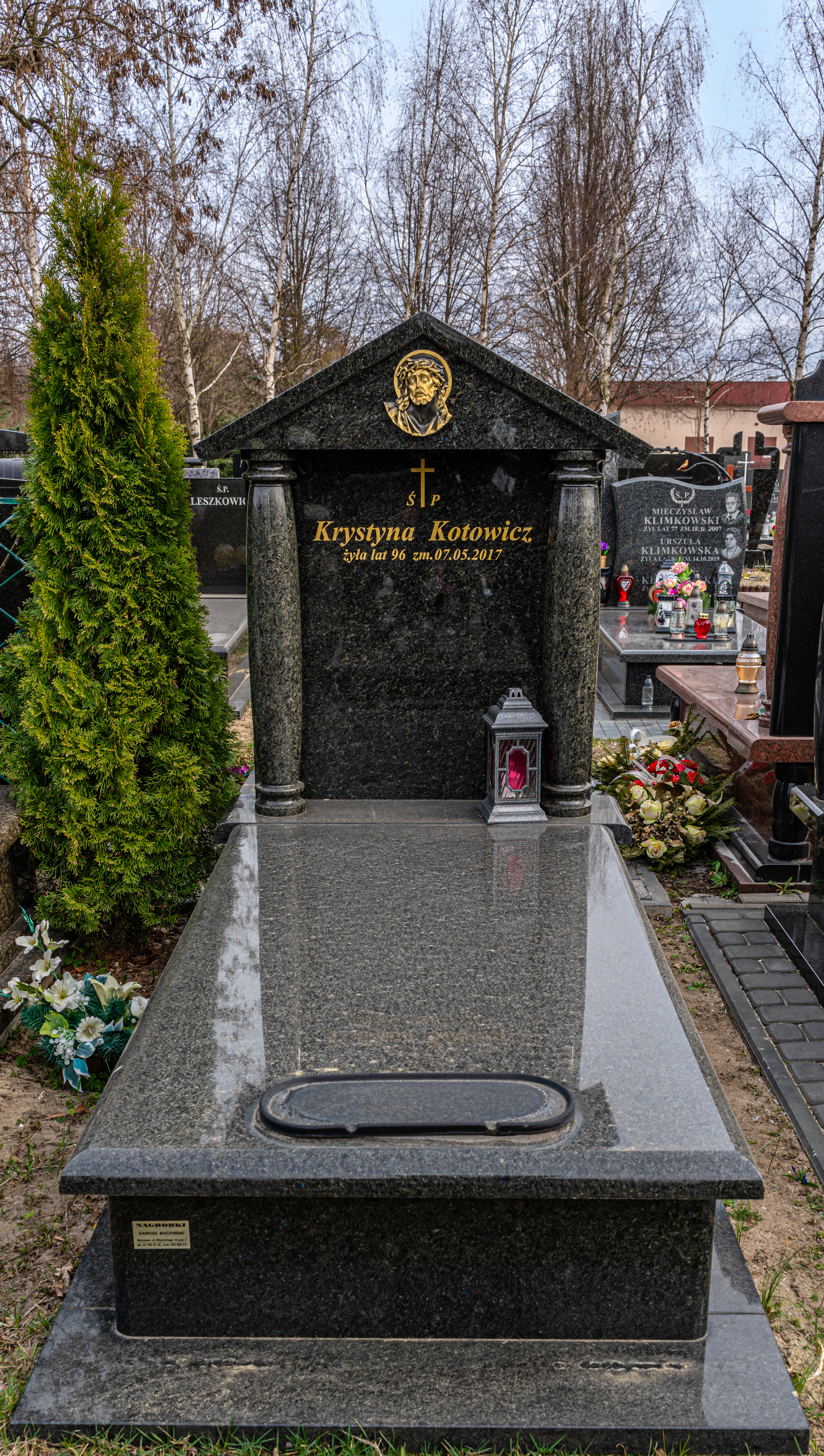
Grób Krystyny Kotowicz na cmentarzu komunalnym Północnym w Warszawie

Krystyna Kotowicz (ur. 1 sierpnia 1920, zm. 7 maja 2017) – polska pianistka, pedagog, dama orderów.
Urodzona w 1 sierpnia 1920. Była pracownikiem dydaktycznym Akademii Muzycznej im. Fryderyka Chopina w Warszawie w latach 1955–1980. Wieloletnia działaczka i Zasłużony Członek Stowarzyszenia Polskich Artystów Muzyków. Odznaczona Złotym Krzyżem Zasługi, Brązowym Medalem „Za zasługi dla obronności kraju” oraz Krzyżem Kawalerskim Orderu Odrodzenia Polski. Zmarła 7 maja 2017. Została pochowana 16 maja 2017 na cmentarzu komunalnym Północnym w Warszawie (Kwatera: S-III-1, Rząd: 7, Grób: 6).